# 33e division d'infanterie (Empire allemand)
Pour les articles homonymes, voir 33e division.
La 33e division d’infanterie allemande est une unité de l'armée allemande, stationnant en Lorraine annexée, qui participe à la Première Guerre mondiale.

## Historique de l'unité

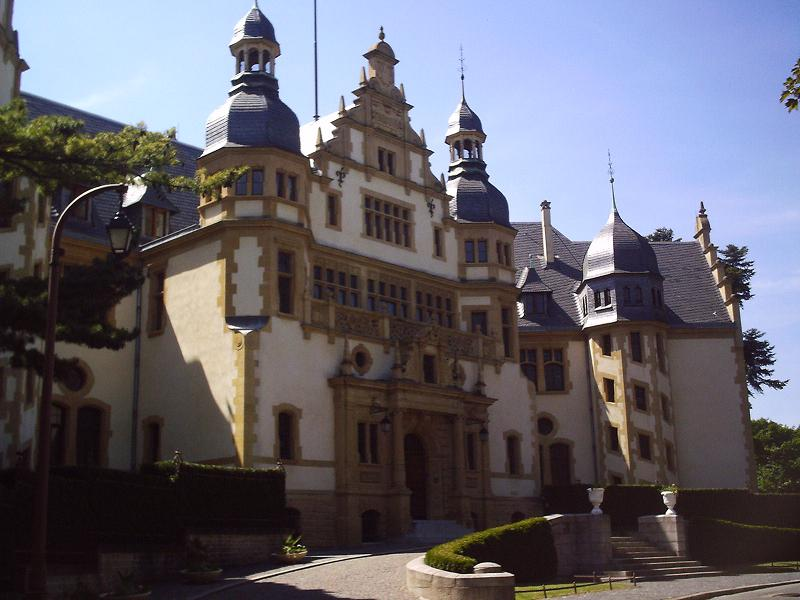
Le palais du Gouverneur de Metz, siège de l’état-major allemand

La 33e division d’infanterie allemande est créée le 1er avril 1890, à partir de la 30e division. L’état-major de la 33e division était basé à Metz, première place forte du Reich pendant l’annexion allemande. La division appartenait au XVIe Armee-Korps. Aux côtés des Westphaliens, de nombreux Mosellans servirent dans cette division. 
Elle forme avec la 34e division d'infanterie le XVIe corps d'armée allemand. Elle combat à la bataille de Longwy, puis participe à la poursuite des troupes françaises à travers le massif de l'Argonne. Elle est engagée dans la bataille de la Marne et doit ensuite se replier. À partir du mois d'octobre 1914 et jusqu'au mois d'août 1916, la division est engagée dans des combats de tranchées violents dans le massif de l'Argonne.
En août 1916, la 33e division est engagée dans la bataille de Verdun. En 1917, elle combat lors des batailles des monts de Champagne, de Passchendaele et de Cambrai. En 1918, la division fait partie des divisions d'attaque des offensives de printemps de l'armée allemande. Elle combat alors lors de l'opération Michaël, sur l'Aisne, puis lors de la seconde bataille de la Marne. Après cette bataille, la division est impliquée dans les combats défensifs de l'armée allemande jusqu'à la signature de l'armistice.
La division est dissoute en 1919 lors de la démobilisation de l'armée allemande.

## Composition

### Composition avant 1914
- 66e brigade d'infanterie (de) à Metz
  - 98e régiment d'infanterie à Metz
  - 130e régiment d'infanterie à Metz
- 67e brigade d'infanterie (de) à Metz
  - 135e régiment d'infanterie (de) à Thionville
  - 144e régiment d'infanterie à Metz et Thionville
- 33e brigade de cavalerie à Metz
  - 9e régiment de dragons à Metz
  - 13e régiment de dragons à Metz
- 33e brigade d'artillerie de campagne à Metz
  - 33e régiment d'artillerie de campagne
  - 34e régiment d'artillerie de campagne
- Landwehr-Inspektion Metz

### Ordre de bataille en 1914
- 66e brigade d'infanterie
  - 98e régiment d'infanterie
  - 130e régiment d'infanterie
- 67e brigade d'infanterie
  - 135e régiment d'infanterie
  - 144e régiment d'infanterie
  - 12e régiment de chasseurs à cheval
- 33e brigade d'artillerie de campagne
  - 33e régiment d'artillerie de campagne
  - 34e régiment d'artillerie de campagne
- 1. Kompanie/Pionier-Bataillon Nr. 16

### Ordre de bataille en 1918
- 66e brigade d'infanterie
  - 98e régiment d'infanterie
  - 130e régiment d'infanterie
  - 135e régiment d'infanterie
  - MG-Scharfschützenabteilung Nr. 43
  - 4. Eskadron/Jäger-Regiment zu Pferde Nr. 12
- Artillerie-Kommandeur Nr. 33
  - 283e régiment d'artillerie de campagne
  - Fußartillerie-Bataillon Nr. 76
- Pionier-Bataillon 16
- Divisions-Nachrichten-Kommandeur Nr. 33

## Théâtre des opérations 1914-1918
Au déclenchement de la Première Guerre mondiale, la 33e division d'infanterie forme avec la 34e division d'infanterie le XVIe corps d'armée rattaché à la Ve armée allemande.

### 1914 - 1915
- 29 juillet - 21 août : concentration de la division, le 20 août franchissement de la frontière française à Audun-le-Roman.
- 22 - 27 août : engagée dans la bataille de Longwy, combats vers Longuyon et le long de l'Othain.
- 28 août - 1er septembre : bataille de la Meuse, franchissement du fleuve le 1er septembre.
- 2 - 5 septembre : poursuite des troupes françaises combats à Varennes et à Montfaucon-d'Argonne.
- 6 - 12 septembre : engagée dans la bataille de la Marne (bataille de Revigny) entre Vaubecourt et Fleury-sur-Aire.
- 13 - 24 septembre : repli au-delà de l'Argonne ; à partir du 17 septembre mouvement vers le Sud, combats et prise de Varennes[n 1].
- 25 septembre 1914 - 8 août 1916 : organisation et occupation d'un secteur du front dans le massif de l'Argonne.

### 1916
- 8 août - 9 septembre : engagée dans la bataille de Verdun dans un secteur à l'est de Fleury-devant-Douaumont, les pertes sont très lourdes.
- 9 septembre - 15 octobre : organisation et occupation d'un secteur dans la région de Verdun.
- 16 octobre - 30 novembre : retrait du front, mouvement vers l'Argonne, occupation d'un secteur du front dans la région de Vauquois. Au cours de cette période, le 144e régiment d'infanterie est transférée à la 223e division d'infanterie nouvellement créée[4].
- 15 décembre 1916 - 8 février 1917 : retrait du front, mouvement par V.F. dans la région de la Somme et occupe un secteur vers Beaumont-Hamel.

### 1917
- 8 - 20 février : retrait du front, repos dans la région de Sedan.
- 21 février - 30 avril : mouvement vers l'Argonne, occupation d'un secteur dans la région de Vauquois.
- 1er - 27 mai : retrait du front, transfert en Champagne, engagée à partir du 3 mai dans la bataille des monts de Champagne dans le secteur Pontfaverger vers le mont Cornillet et le mont Blond.
- 28 mai - 3 juin : retrait du front, repos ; mouvement en Argonne.
- 3 juin - 6 octobre : en ligne, occupation d'un secteur entre Boureuilles et Vauquois.
- 6 octobre 1917 - 7 janvier 1918 : mouvement de rocade, occupation d'un secteur du front en Champagne dans la région de Tahure.

### 1918
- 8 janvier - 12 mars : relevée par la 18e division de réserve[5], transport par V.F. dans la région nord-ouest de Sedan ; repos et instruction, mise en réserve de l'OHL
- 12 - 20 mars : rattachée à la 18e armée, repos dans la région de Rozoy-sur-Serre et au nord de Montcornet déplacement nocturne par étapes passant par Crécy-sur-Serre, Monceau-le-Neuf, Ribemont, Mézières-sur-Oise, Moÿ-de-l'Aisne, Ly-Fontaine, Gibercourt, Montescourt, Jussy et Flavy-le-Martel[5].
- 21 mars - 6 avril : engagée dans l'offensive du printemps en ligne de part et d'autre de la route reliant Noyon et Ham. À partir du 25 mars, attaque de la division en direction de Noyon, prise de la ville puis poursuite de l'attaque vers le mont Renaud.
- 7 - 22 avril : Combats sur la Avre et près de Montdidier et Noyon
- 23 avril - 26 mai : retrait du front, repos et reconstitution dans la région de Barenton-sur-Serre, puis à partir du 20 mai mouvement par étapes vers l'Aisne par Coucy-lès-Eppes, Bruyères-et-Montbérault et Chamouille.
- 27 mai - 3 juin : engagée dans la bataille de l'Aisne en première ligne, progression par Pancy-Courtecon, Moussy-Verneuil, Pont-Arcy, Dhuizel, Courcelles-sur-Vesle, Jouaignes, Oulchy-la-Ville, Neuilly-Saint-Front pour atteindre Dammard[5]. Les pertes pour prendre ce village sont très élevées.
- 4 juin - 11 juillet : relevée par la 78e division de réserve (en)[5]. Retrait du front, repos et reconstitution au sud de Soissons ; en réserve de l'OHL.
- 11 - 15 juillet : mouvement vers la Marne en passant par Braine, Fère-en-Tardenois et Dormans[5].
- 16 - 31 juillet : engagée dans la bataille de la Marne tout d'abord en réserve, mouvement vers le nord par Beuvardes et Grisolles et entrée en ligne vers Neuilly-Saint-Front.

19 - 22 juillet : repli devant la progression des troupes alliées sur Oulchy-le-Château puis en direction de Fère-en-Tardenois.
31 juillet : repli derrière la Vesle.
- 1er - 21 août : retrait du front, le 6 août transport par V.F. de Montcornet par Sedan, Charleville pour atteindre Montmédy. Puis repos dans le sud-est de Stenay. La division est renforcée par des éléments de la 33e division de réserve dissoute[5].
- 21 août - 11 novembre : occupation d'un secteur dans la région d'Ornes.
- à partir du 12 novembre : évacuation des territoires occupés et retour en Allemagne

## Chefs de corps
| Grade           | Nom                                 | Date                                 |
| --------------- | ----------------------------------- | ------------------------------------ |
| Generalleutnant | Otto von Derenthall                 | 1er avril 1887 au 11 juillet 1888    |
| Generalleutnant | Wilhelm von Scherff (de)            | 12 juillet 1888 au 16 juin 1889      |
| Generalleutnant | Robert von Goetze                   | 17 juin 1889 au 31 mars 1890         |
| Generalleutnant | Julius von Bergmann                 | 1er avril 1890 au 26 janvier 1892    |
| Generalleutnant | Robert von Kayser                   | 27 janvier 1892 au 26 janvier 1895   |
| Generalleutnant | Rudolf d'Orville von Löwenclau (de) | 27 janvier 1895 au 19 mai 1897       |
| Generalleutnant | Arnold von Langenbeck               | 20 mai 1897 au 5 janvier 1898        |
| Generalleutnant | Louis von Freyhold (de)             | 6 janvier 1898 au 1er mai 1901       |
| Generalleutnant | Friedrich von Liechtenstern (de)    | 2 mai 1901 au 1er mai 1903           |
| Generalleutnant | Friedrich von Tippelskirch          | 2 mai 1903 au 21 avril 1904          |
| Generalleutnant | Hans Gaede                          | 22 avril 1904 au 2 mars 1907         |
| Generalleutnant | Otto Leo von Blanquet               | 3 mars 1907 au 1er avril 1908        |
| Generalleutnant | Eugen von Petzel (de)               | 2 avril 1908 au 21 mars 1910         |
| Generalleutnant | Werner von Rostken                  | 22 mars 1910 au 2 avril 1911         |
| Generalleutnant | Albert Schöpflin                    | 3 avril 1911 au 17 février 1913      |
| Generalleutnant | Franz Reitzenstein                  | 18 février 1913 au 25 septembre 1914 |
| Generalleutnant | Walther von Lüttwitz                | 26 septembre 1914 au 2 juillet 1915  |
| Generalmajor    | Karl Vollbrecht                     | 3 juillet 1915 au 27 août 1916       |
| Generalmajor    | Kuno von Barfus                     | 28 août 1916 au 12 janvier 1917      |
| Generalmajor    | Heinrich Schëuch                    | 13 janvier au 15 août 1917           |
| Generalmajor    | Wilhelm Groener                     | 16 août au 22 décembre 1917          |
| Generalmajor    | Walter von Schönberg (de)           | 23 décembre 1917 au 19 mars 1919     |

## Sources
- 33. Infanterie-Division (Chronik 1914/1918) - Der erste Weltkrieg
- Claus von Bredow, Historische Rang- und Stammliste des deutschen Heeres, 1905.
- Hermann Cron, Ruhmeshalle unserer alten Armee, Berlin, 1935.
- Hermann Cron, Geschichte des deutschen Heeres im Weltkriege 1914-1918, Berlin, 1937.
- (de) Gunter Wegner, Stellenbesetzung Der Deutschen Heere, 1815-1939 Die Hoheren Kommandostellen, vol. 1, Osnabruck, Bibliophile Books, 1990 (ISBN 3-7648-1780-1)
- (en) United States Army, American Expeditionary Forces, Intelligence Section, Histories of Two Hundred and Fifty-one Divisions of the German Army which Participated in the War (1914–1918), Washington, Government Print Office, 1920 (ISBN 5-87296-917-1, lire en ligne)